# Ari (zone)
Pour les articles homonymes, voir Ari.
La zone Ari est une zone administrative de la région Éthiopie du Sud. Détachée de la zone Debub Omo en août 2023[réf. à confirmer], elle doit son nom au peuple Aari dont la patrie se trouve dans cette zone. Son chef-lieu est Jinka.

## Situation
La zone Ari est bordée au sud par Debub Omo, au nord-est par la zone Gofa et au nord par la zone Basketo.
Son chef-lieu, Jinka, se trouve près de 570 km au sud-ouest d'Addis Abeba.

## Woredas
La zone Ari compte quatre woredas[réf. à confirmer] :
- Baka Dawla Ari, ou Boko Dawula[4], dont le chef-lieu est Arkisha Kaysa ;
- Debub Ari, dont le chef-lieu est Gazer[5] ;
- Semen Ari, dont le chef-lieu est Gelila[6] ;
- Woba Ari, ou Wub Ari[4], dont le chef-lieu est Boyka, également appelé Wubhamer[7] ou Wib Hamer[8].

auxquels s'ajoute la ville de Jinka qui a également le statut de woreda,.
De plus, les administrations municipales de villes comme Gelila ou Gazer peuvent avoir un fonctionnement proche de celui d'un woreda sans en avoir encore le statut[réf. souhaitée].

## Démographie
Le recensement national de 2007 mentionne la population et les principales agglomérations de Debub Ari (littéralement Sud Ari) et Semen Ari (Nord Ari) au titre de la zone Debub Omo. Le district sud compte alors 210 557 habitants dont 15 % de citadins. Outre les 20 267 habitants de Jinka, la population urbaine du district sud comprend 5 225 habitants à Wubhamer, 3 621 habitants à Gazer et 1 861 habitants à Tolta. Le district nord compte d'autre part 67 431 habitants à la même date, dont 3 % de citadins qui sont les 2 364 habitants de Gelila
En 2022, la population est estimée sur les mêmes périmètres à
- 316 792 personnes avec une densité de population de 208 personnes par km2 et 1 521 km2 dans le district sud[10] ;
- 90 989 personnes avec une densité de population de 324 personnes par km2 et 281 km2 dans le district nord[11].

Tandis que le district nord conserve son périmètre, le district sud s'agrandit vers le sud-ouest en incorporant une partie du parc national de Mago et se subdivise avec le détachement de Jinka, Boko Dawula et Wub Ari,.